# Denim Airways
Denim Airways (offiziell Denim Airways Bavaria GmbH) war ein in Augsburg ansässiges Unternehmen, das als virtuelle Fluggesellschaft innerdeutsche Flüge vermarktete. Der Flugbetrieb wurde von der niederländischen Denim Air durchgeführt.

## Geschichte
Nachdem Augsburg Airways ihre operative Basis im Jahr 2002 nach München verlegt und gleichzeitig den Flugbetrieb ab Augsburg eingestellt hatte, entschieden sich Hahn Air und Denim Air dazu, einige dieser Verbindungen fortzuführen. Hierzu gründeten sie im Frühjahr 2003 gemeinsam das Vertriebsunternehmen Eurohopper Bavaria, unter dessen Marke Eurohopper.com die innerdeutschen Strecken von Denim Air beflogen werden sollten. Der Flugbetrieb wurde am 10. Juni 2003 zwischen Augsburg und Düsseldorf aufgenommen. Zum Einsatz kamen Fokker F-50 der niederländischen Partnergesellschaft.
Kurz darauf verlangte die niederländische KLM Cityhopper wegen der Namensähnlichkeit eine Umbenennung des Unternehmens, woraufhin die virtuelle Gesellschaft in Denim Airways umfirmiert wurde. Der neue Name wurde ab dem 18. Juli 2003 genutzt. Ab März 2004 flog das Unternehmen auch Berlin-Tempelhof von Augsburg an. Alle Flüge wurden am 12. September 2005 eingestellt.